# Домналл мак Тайдг Уа Бриайн
Домналл мак Тадг Уа Бриайн (умер в 1115) — король Мэна, Томонда и Дублина из династии Уа Бриайн. Сын Тадга мак Тойрделбаха (ум. 1086), внук Тойрделбаха Уа Бриайна (1009—1086), короля Мунстера (1064—1086) и верховного короля Ирландии (1072—1086). Матерью Домналла была Мор, дочь Эхмаркаха мак Рагналл, короля Дублина и Островов (ум. 1064/1065).
В 1094 году верховный король Ирландии Муйрхертах Уа Бриайн захватил Дублин, изгнав оттуда Годреда Крована и, возможно, заменив его своим племянником Домналлом. Позднее в 1090-х годах при поддержке Муйрхертаха Домналл мак Тадг смог стать королём Мэна и Островов, но правление его на островах было недолгим.
В 1111 году Домналл мак Тадг с помощью военной силы вторично стал править в Королевстве островов. Позднее, в то время, когда его дядя серьезно болел, Домналл вновь активизировался в Ирландии. Возможно, что Домналл самолично покинул острова и вернулся в Ирландию, или был вытеснен оттуда островитянами. В 1115 году Домналл мак Тадг был убит королём Коннахта Тойрделбахом Уа Конхобайром.

## Биография
Домналл был сыном Тадга (ум. 1086), сына Тойрделбаха Уа Бриайна, короля Мунстера (ум. 1086). Согласно трактату «Banshenchas», отец Домналла, Тадг, был женат на Мор, дочери Эхмаркаха мак Рагналла, короля Дублина и Мэна (ум. 1064/1065). Этот источник указывает, что у пары было трое сыновей и дочь: Амлайб (ум. 1096), Бе Бинн, Доннхад (ум. 1113) и Домналл.
В 1086 году после смерти Тойрделбаха Уа Бриайна королевство Мунстер было разделено между тремя его сыновьями: Муйрхертахом (ум. 1119), Диармайтом (ум. 1118) и Тадгом (ум. 1086). Тадг скончался через месяц после смерти отца. Затем Диармайт изгнал из Мунстера своего брата Муйрхертаха, став единоличным правителем королевства. Муйрхертах вынужден был вести борьбу не только со своим братом Диармайтом, но и с сыновьями своего умершего брата Тадга. В 1091 году Анналы четырёх мастеров сообщают о заключении мира между Муйрхертахом и его племянниками, сыновьями Тадга. В 1090 году Муйрхертах подчинил своей власти Дублин, но вскоре дублинский престол захватил Годред Крован, король Мэна и Островов (ум. 1095). В 1094 году Муйрхертах Уа Бриайн изгнал Годреда Крована из Дублина и вернул себя власть над городом. Возможно, Муйрхертах назначил королём Дублина своего сына Домналла Геррламхаха (ум. 1135), или своего племянника Домналла мак Тадга.
Через год после своего изгнания из Дублина Годред Крован скончался на Гебридах (1095). Согласно Хроникам Мэна, Годреду наследовал его старший сын Легманн (1095—1098). Против власти Легманна выступали его младшие братья Харальд и Олаф. Островные бароны, сторонники Олафа, обратились к Муйрхертаху, прося его прислать к ним на острова регента из своих родственников, чтобы управлять королевством до совершеннолетия Олафа (ум. 1153). Король Мунстера Муйрхертах Уа Бриайн, подчинивший своей власти королевства Коннахт, Лейнстер, Миде и Дублин, прислал на острова в качестве регента своего племянника Домналла мак Тадга.
Домналл мак Тадг обладал сильными семейными связями на островах, его матерью была Мор, дочь Эхмаркаха, короля Дублина и Мэна (уум. 1064/1065). В 1096 году Анналы четырёх мастеров сообщали, что на острове Мэн погиб Амлайб, брат Домналла. После трехлетнего правления Домналл был изгнан восставшими против него островитянами и вернулся в Ирландию.
В 1098 году норвежский король Магнус Голоногий (1093—1103) подчинил своей власти Оркнейские и Шетландские острова, Гебриды и остров Мэн. Король Мэна и Островов Легманн, пытавшийся бежать в Ирландию, был схвачен и заключен под стражу. После зимовки на островах Магнус Голоногий летом вернулся в Норвегию, назначив своим наместником сына Сигурда (ум. 1130). В 1102/1103 году норвежский король предпринял вторую экспедицию на запад и заключил союз с королём Мунстера Муйрхертахом Уа Бриайном, который выдал свою дочь Блахмин замуж за его сына Сигурда Магнуссона, ярла Оркни. В 1103 году Магнус Голоногий погиб в Ольстере, а его сын Сигурд сразу же отказался от невесты и отплыл в Норвегию.
В 1111 году, согласно Анналам Инишфаллена, Домналл мак Тадг силой подчинил себе Королевство Островов. Неизвестно, получил ли Домналл поддержку от остальных членов Уа Бриайн. Анналы четырёх мастеров сообщали, что до этого Домналл провел три года в тюрьме, куда он был заключен своим дядей Муйрхертахом Уа Бриайном. Возможно, Домналл действовал при поддержке Домналла Мак Лохлайна, короля Кэнел Эогайн (ум. 1121), главного соперника Муйрхертаха Уа Бриайна. В том же 1111 году во время кампании своего племянника Домналла на островах его дядя Муйрхертах Уа Бриайн захватил Дублин.
В 1113/1114 году Домналл мак Тадг был либо изгнан с островов силой, или сам вернулся в Ирландию в попытке воспользоваться ухудшающимся здоровьем своего дяди Муйрхертаха Уа Бриайна. В то же время королём Мэна и Островов стал Олаф Рыжий (ум. 1153), младший из сыновей Годреда Крована (ум. 1095). Он воспитывался при дворе английского короля Генриха Боклерка (1100—1135) и, вероятно, пользовался его поддержкой при возвращении власти на островах.
Согласно Анналам Инишфаллена, Анналам Лох-Ки, Анналам четырёх мастеров и Анналам Ульстера, в 1115 году Домналл мак Тадг был убит Тойрделбахом Уа Конхобайром, королём Коннахта (1088—1156). Анналы Тигернаха передают, что в 1115 году Тойрделбах Уа Конхобайр вторгся в Томонд и посадил на королевском троне Томонда Домналла. Вскоре Домналл мак Тадг выступил против Тойрделбаха, который вновь вступил в Томонд и убил своего ставленника.
Хотя два члена Уи Бриайн — Конхобар мак Домнайл Уи Бриайн, король Ормонда (ослеплен в 1128 году) и Лугайд мак Домнайл Уи Бриайн (ум. 1151) были сыновьями Домналла Геррламкаха, двоюродного брата Домналла, но возможно, что их отцом был Домналл мак Тадг.